# Girecourt-sur-Durbion
Girecourt-sur-Durbion település Franciaországban, Vosges megyében. Lakosainak száma 353 fő (2022. január 1.). Girecourt-sur-Durbion Méménil, Padoux, Destord, Dompierre, Fontenay és Gugnécourt községekkel határos.

## Népesség
A település népességének változása:
| Lakosok száma | 337  | 337  | 349  | 342  | 344  | 351  | 353  | 355  | 353  |
|               | 2013 | 2015 | 2016 | 2017 | 2018 | 2019 | 2020 | 2021 | 2022 |